# Carpe Diem (Lara Fabian)
Carpe Diem è il secondo album in studio della cantante belga-canadese Lara Fabian, pubblicato nel 1994.

## Tracce
1. Puisque c'est l'amour – 4:25
2. Tu t'en vas – 3:43
3. Leïla – 4:48
4. Il existe un endroit – 3:31
5. Je suis malade – 4:23
6. Je vivrai – 4:58
7. Au lion là-bas – 4:25
8. Ramène-moi – 4:36
9. Pas sans toi – 3:58
10. Dites-moi pourquoi je l'aime – 4:56
11. Saisir le jour – 4:20
12. Si tu m'aimes – 3:29
13. Bridge of Hope – 4:30

## Classifiche
| Classifica (1998) | Posizione massima |
| ----------------- | ----------------- |
| Belgio (Vallonia) | 16                |
| Francia           | 4                 |